# Whoever's in New England
Whoever's in New England è il decimo album in studio della cantante di musica country statunitense Reba McEntire, pubblicato nel 1986.

## Tracce
1. Can't Stop Now – 2:52 (Gary Nicholson, Wendy Waldman)
2. You Can Take the Wings Off Me – 3:36 (Troy Seals, Eddie Setser)
3. Whoever's in New England – 3:17 (Kendal Franceschi, Quentin Powers)
4. I'll Believe It When I Feel It – 2:38 (Chris Waters, Tom Shapiro, Bucky Jones)
5. I've Seen Better Days – 3:46 (Red Lane, Danny Morrison)
6. Little Rock – 3:07 (Pat McManus, Bob DiPiero, Gerry House)
7. If You Only Knew – 3:03 (Diana Rae, Jane Mariash)
8. One Thin Dime – 2:31 (Jackson Leap, Michael P. Heeney)
9. Don't Touch Me There – 3:14 (Heeney)
10. To Make That Same Mistake Again – 2:24 (Roger Murrah, Richard Leigh)